# Éamon de Buitléar
Éamon de Buitléar, né le 22 janvier 1930 à Bray (Irlande), et décédé à Delgany le 27 janvier 2013, est un écrivain et réalisateur irlandais impliqué dans la musique irlandaise traditionnelle.
Aux côtés de Seán Ó Riada, il participe à la création du groupe Ceoltóirí Chualann qu'il accompagne en tant qu'accordéoniste de 1961 à 1969.
Il est également le directeur général d'Éamon de Buitléar Ltd., une société spécialisée dans les documentaires animaliers.

## Biographie
Fils d'un sous-officier, aide de camp du président Douglas Hyde, né dans une famille aisée qui parlait le gaélique irlandais et qui habitait à Wicklow, au sud de Dublin, il commence sa carrière chez Garnett and Keegan's and Helys, des armuriers de Dublin, chez qui il rencontre Seán Ó Riada qui recherchait un fusil de chasse.
Il rencontre dans les mêmes circonstances Fachtna O hAnnrachain, directeur musical de Raidió Teilifís Éireann, qui lui demande un script en irlandais pour une série d'émissions de musique traditionnelle.
Éamon de Buitléar crée sa propre société de réalisation et pendant une grande partie des années 1960, il demeure le seul producteur indépendant, avec Gerrit Van Gelderen, à réaliser des programmes animaliers pour la chaine nationale de télévision Raidió Teilifís Éireann. Ses émissions Amuigh Faoin Spéir ('dehors sous le ciel') offrent pour la première fois aux téléspectateurs la possibilité de découvrir la vie sauvage en Irlande.
En 1986, sa série télévisuelle Cois Farraige leis an Madra Uisce, coproduite avec Gerrit Van Gelderen remporte un Jacob's Award.
En 1987, il est nommé par le Taoiseach, chef du gouvernement de l'Irlande assurant un rôle équivalent à celui de premier ministre à la 18e Seanad Éireann, la chambre haute du Parlement irlandais, en tant que sénateur.
Il est nommé au conseil d'administration des Central Fisheries en 2005.

## Activités musicales
Après sa rencontre avec Seán Ó Riada, il est l'un des premiers membres du groupe Ceoltóirí Chualann en tant qu'accordéoniste.
À la mort d'Ó Riada, en 1972, il crée son propre groupe de musiciens traditionnels non professionnels, Ceoltóirí Laighean. L'ensemble se produit à la télévision et voyage en Europe continentale. Deux disques sont enregistrés en 1972 et 1975, sous le label Gael-Linn.

## Livres et disques
Livres
- (en) Wildlife, TownHouse, 1985 (ISBN 0-946172-04-8) ;
- (en) Ireland's wild countryside, Boxtree, 1983 (ISBN 1-85283-401-3) ;
- (en) A Life in the Wild, Gill & MacMillan, Ltd., 2004 (ISBN 0-7171-3615-9).

Disques
- Cnuas, 2 volumes (1972 et 1975) avec Ceoltóirí Laighean.

## Filmographie
- The Natural World and The Living Isles (BBC) ;
- Exploring the Landscape, série télévisuelle (RTE) ;
- Irelands Wild Countryside, série télévisuelle (RTE) ;
- A Life in the Wild, série télévisuelle (RTE) ;
- Wild Islands (RTE, STV et S4C) ;
- Nature Watch (ITV) ;
- Éiníní and Ainimhithe na hÉireann (TG4).